# Grauno
Grauno (Gràun in dialetto cembrano) è una frazione di 144 abitanti del comune di Altavalle, nella provincia di Trento, situata nella parte alta della Val di Cembra.
Fino al 31 dicembre 2015 ha costituito un comune autonomo, che confinava con i comuni di Capriana, Grumes, Salorno (BZ) e Sover. Il 1º gennaio 2016 Grauno si è fuso con Faver, Grumes e Valda per formare il nuovo comune di Altavalle.

## Storia

### Simboli

Vecchio stemma comunale

Lo stemma di Grauno era stato approvato con deliberazione del Consiglio comunale n. 54 dd. 28 novembre 1983, adottato con D.G.P. del 27 gennaio 1983 n. 1137/3-B e infine modificato con D.G.P. del 6 luglio 1984 n. 5241.
 Esso sarà fregiato dai normali ornamenti di Comune, cioè la corona muraria comunale e  le palme d'alloro e di quercia legate da un nastro d'oro.»

## Monumenti e luoghi d'interesse
In paese sorge la chiesa parrocchiale di San Martino, risalente al 1863, costruita sul luogo di una precedente struttura risalente forse all'XI secolo.

## Società

### Evoluzione demografica
Abitanti censiti

## Amministrazione
| Periodo       | Periodo          | Primo cittadino  | Partito      | Carica  | Note |
| ------------- | ---------------- | ---------------- | ------------ | ------- | ---- |
| 9 maggio 2005 | 8 maggio 2010    | Marco Cristofori | Lista civica | Sindaco |      |
| 9 maggio 2010 | 31 dicembre 2015 | Ceolan Alfredo   | Lista civica | Sindaco |      |